# バーリトゥード

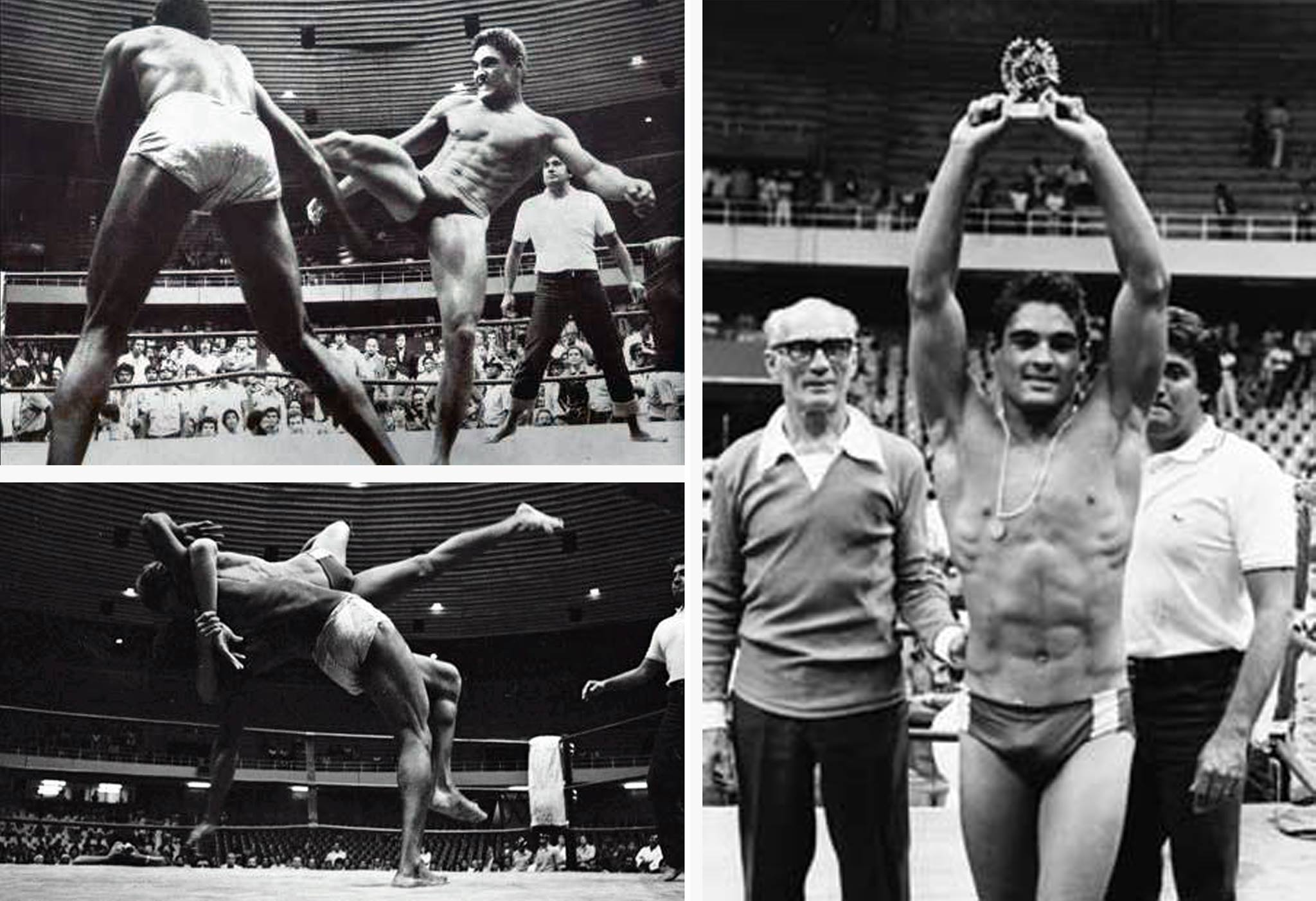
1980年のヒクソン・グレイシー対レイ・ズールのバーリトゥード

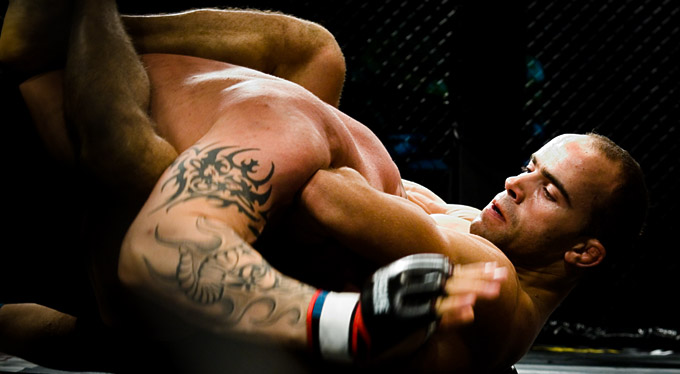
2005年、ストックホルムで行なわれた European Vale Tudo の試合の一場面

バーリトゥード（Vale tudo ポルトガル語発音: [ˈvali ˈtudu]）は、ポルトガル語で「何でもあり」を意味し、20世紀においてブラジルで人気を博すようになった、最小限のルールのみに従って素手で戦う格闘技である。バーリトゥードは他の様々な形態の武道（マーシャルアーツ）から技法を取り入れてきた結果、 今日の総合格闘技の原型と称されることもある。

## 歴史

### 1920年代から1980年代まで
1920年代のブラジルで「バーリトゥード」と呼ばれる格闘技が、サーカスの余興として人気を博した。こうした余興の様子を描いた1928年10月4日付の『Japanese-American Courier』の記事は次のようなものであった。
ブラジルからのある報道は、柔術は真に優秀だと宣言し、大サーカスの横に設けられたサイドテントで行なわれた興味深い公開試合において、バイーア州出身の化け物のように大きな男が、小柄な日本人格闘家の手にかかってコテンパンにやっつけられたことを伝えた。大男は南アメリカに古くから伝わる格闘技であるカポエイラの達人だったが、日本人を背負って、頭を蹴ろうとしたところ、...この小柄な東洋人が柔術を使って反撃し、大男を掴んで投げ飛ばし、少しばかり格闘した後、最後は動かなくなった大男の上に腰を下ろして座っていたという。
一方で、ブラジリアン柔術研究家の奥田照幸は、柔術歴史映画の発案者ファビオ・キオ・タカオが1929年1月13日カンポ・テレペントでの柔道・柔術のジオ大森対カポエイラのアンジェミロ・フェイトーザを史上初のバーリトゥードだとしていることを紹介している。大森が腕挫十字固で勝利している。奥田によるとこの試合のルールは厳密な何でもありではないが、柔術とカポエイラの技は全て許され靴を履いたままでの蹴りも許された。大森は1928年からサーカスで職業柔道家として活躍していた。
しかし、このサーカスの用語が、広く一般的に使われるようになるのは1959年から1960年にかけての時期に、リオデジャネイロのテレビ局の番組『Heróis do Ringue』（「リングのヒーローたち」の意）において、様々な格闘技の選手同士を対戦させる試合を説明する際に使われたときだった。この番組のマッチメーカーや司会者は、カーウソン・グレイシーやカーリー・グレイシーといったグレイシー一族が務め、いずれの出場者もそれぞれのスタイルで鍛えた本物の手練であった。ある晩の放送中、ジョアン・アルベルト・バレート（João Alberto Barreto：後に UFC 1 のレフェリーを務めた人物）は、ルタ・リーブリの選手と戦うことになった。その試合でバレートは相手をつかまえてアームロックの技をかけたが、相手はギブアップしなかった。結局、バレートはそのまま相手の腕を折ってしまった。こうした成り行きの結果、番組は打ち切りとなり、程なくして『Telecatch』というプロレス番組が後継の番組となった。
1960年代以降のバーリトゥードは、ほとんどサブカルチャーの域を出ない存在となり、試合のほとんどは、格闘技道場や小さな体育館で行なわれていた。サブカルチャーとしてのバーリトゥードは、主としてリオデジャネイロで行なわれていたが、北部地方 (Região Norte) や南部地方 (Região Sul)、さらにカポエイラが盛んなバイーア州でも、数多くの試合が行なわれた。リオデジャネイロのシーンでは、ブラジリアン柔術とルタ・リーブリの抗争に焦点が当てられていたが、他の地域における対戦では，より広く様々な格闘技が競う形態となることが多かった。

### 1990年代以降
1970年代、有名なグレイシー一族のひとりであるホリオン・グレイシーが、アメリカ合衆国へ移住し、1993年にはアルティメット・ファイティング・チャンピオンシップ (UFC) の創設を支援して、新たな市場にバーリトゥードを紹介した。UFCの大成功によって、バーリトゥードは一挙に世界中へ拡散し、特に日本で盛り上がるとともに、本国のブラジルでも人気が復活したのみならず、新たな人気の高まりを見せるに至った。この当時、最も注目された興行には、Desafio、ユニバーサル・バーリトゥード・ファイティング (Universal Vale Tudo Fighting, UVF)、ブラジルにおけるブラジリアン・バーリトゥード・ファイティング (Brazilian Vale Tudo Fighting, BVF)、日本における修斗が開催した諸々のイベント、特に最も重要なVALE TUDO JAPANなどがあった。しかし、1990年代において最高峰の大会となっていたのは、World Vale Tudo Championship (WVC) とInternational Vale Tudo Championship (IVC) であり、1990年代を通してブラジルのテレビやペイ・パー・ビューで放映されていた。
WVC も IVC も、ブラジルの経済活動の中心地であるサンパウロに拠点を置き、後の総合格闘技のスターたちの多くに、世に出る機会を提供していた。しかし、サンパウロ州が、バーリトゥードの試合に、スポーツ行事としての認可を与えることを禁じるようになると、両団体とも衰退し、2002年以降は興行が行なわれなくなった。
2000年代はじめには、ジャングル・ファイトやBitetti Combatといった新たな団体が、伝統的なバーリトゥードのルールではなく、アスレチック・コミッションの管理下で行われるより安全な総合格闘技のルールを導入するようになった。しかし、Meca World Vale TudoやRio Heroesをはじめ、一部の団体は伝統的なルールを維持している。
今日でも、バーリトゥードの興行はブラジル全土で盛んに行なわれている。しかし、この競技が暴力的で、流血沙汰も絶えないことから、興行はアンダーグラウンドで行なわれており、メディアで議論の対象となることもしばしばある。スポーツ評論家たちは、バーリトゥードの試合では、米国や日本などで公認されている、より安全な総合格闘技のルールを採用すべきだと論じている。一方、バーリトゥードのサポーターたちは、米国で発展した総合格闘技のルールは、もはや伝統的なバーリトゥードとは大きく異なっており、キックボクシングとムエタイの関係のように、全く別のスポーツと考えるべきだ、と反論している。

## 反則
「何でもあり」が原義であり、ルールを限定するバーリトゥードは、団体によって、また、試合によって、その都度異なるルールが設定されることもある。グレイシー一族は、反則が多いルールで行なわれることを理由に、大会への参加を拒むことがあった。
グレイシー柔術で行なわれていた、急所攻撃さえ認めるようなもっとも限定的なルールの場合でも、噛み付きと、目への攻撃は反則とされていた。